# Classe Quantum
La classe Quantum è costituita da tre navi da crociera in costruzione a partire dal 2013 per la Royal Caribbean International presso i cantieri di Meyer Werft a Papenburg, in Germania.

## Caratteristiche
Le unità della classe sono nettamente più piccole di quelle della precedente classe Oasis (Allure of the Seas e Oasis of the Seas), avendo una stazza lorda prevista di 167.800 tonnellate, che comunque le rende le navi passeggeri più grandi al mondo per tonnellaggio dopo le già citate unità della Classe Oasis. Hanno una capienza massima di 4.905 passeggeri, ridotta a 4.180 nel caso in cui le cabine siano utilizzate tutte come doppie.
Le navi saranno dotate di due propulsori Azipod XO della ABB da 20.500 kW ciascuno e potranno raggiungere una velocità di crociera di 22 nodi. Delle 2.090 cabine, 1.570 saranno dotate di balconi, 147 saranno esterne con oblò e 373 saranno dotate di schermi in alta definizione che permetteranno ai passeggeri che le occupano di avere una visione dell'esterno durante la navigazione.
Le navi saranno dotate di diverse attrazioni, tra le quali un simulatore di onde per praticare surf, una parete da arrampicata e un inedito simulatore di caduta libera. Saranno inoltre dotate della North Star, una torre panoramica costituita da una navicella di vetro di 7,1 tonnellate montata su un braccio meccanico, che consentirà ai 14 occupanti di salire a quasi 100 metri sopra il livello del mare e avere una visuale a 360 gradi del panorama attorno alla nave.

## Sviluppo
Nel febbraio 2011 la Royal Caribbean annunciò la costruzione di una nuova unità da crociera, prima del cosiddetto "Project Sunshine", presso il Meyer Werft di Papenburg, con consegna prevista per l'autunno 2014. L'anno seguente la compagnia esercitò l'opzione per la costruzione di una seconda unità della classe, con consegna per la primavera 2015. Il 5 febbraio 2013 la compagnia annunciò i nomi delle prime due unità, battezzate Quantum of the Seas e Anthem of the Seas. Negli stessi giorni, con il taglio delle prime lamiere, cominciò la costruzione della prima nave della serie. Nell'aprile 2013 la Royal Caribbean rese note le principali caratteristiche delle navi, mentre il 30 maggio la compagnia statunitense annunciò di aver confermato l'opzione per la costruzione di una terza unità, chiamata Ovation of the Seas la cui consegna era inizialmente prevista per metà 2016.

## Servizio
La capoclasse Quantum of the Seas fu consegnata alla Royal Caribbean il 28 ottobre 2014, prendendo servizio nei Caraibi.
Nel maggio 2015 la capoclasse ha iniziato il suo viaggio di trasferimento verso l'Asia per l'entrata nel mercato cinese.
La Ovation of the Seas fu consegnata all'armatore l'8 aprile 2016.